# HR Carinae
HR Carinae (HR Car / HD 90177 / HIP 50843) es una estrella variable en la constelación de Carina.
Aun siendo una de las estrellas más luminosas de la galaxia —véase más abajo—, sólo tiene magnitud aparente +7,57, ya que se encuentra a 5 ± 1 kilopársecs de distancia.
HR Carinae es una variable luminosa azul, una clase de estrellas muy poco frecuente, ya que sólo se conocen aproximadamente una docena de ellas en la Vía Láctea.
Extraordinariamente luminosas —la luminosidad de HR Carinae es 500.000 mayor que la del Sol—, estas estrellas se encuentran en un estado de rápida evolución desde una caliente estrella de tipo O que fusiona hidrógeno a una estrella de Wolf-Rayet que fusiona helio.
El tipo espectral de HR Carinae es B2I y tiene una temperatura efectiva de 10 000 K. 
Su masa se aproxima a las 40 masas solares y pierde masa a razón de 6,8 × 10-5 masas solares por año.
Su radio es 350 veces más grande que el radio solar.
Parece que rota a gran velocidad —150 ± 20 km/s—, equivalente al 88% de la velocidad crítica por encima de la cual la estrella se desintegraría. De hecho, se piensa que algunas de estas variables que rotan a gran velocidad no son capaces de perder momento angular y explotan durante la fase de variable luminosa azul.
HR Carinae se halla rodeada de una tenue nebulosa muy difícil de observar en el espectro visible por la gran luminosidad de la estrella.
La nebulosa posee, a gran escala, una morfología bipolar, expandiéndose sus lóbulos en dirección SE-NW; por su parte, la nebulosa interior es notablemente asimétrica y no concuerda con la estructura a gran escala.
Una característica desconcertante es que la estrella no produce la suficiente cantidad de fotones ionizados como para mantener la nebulosa ionizada; una posible explicación para este hecho —así como para explicar la marcada asimetría de la nebulosa interior— sería la presencia de una compañera estelar, aún no detectada, con las propiedades requeridas.